# Said Al-Ruzaiqi
Said Al-Ruzaiqi (12 de outubro de 1986) é um futebolista profissional omani que atua como atacante.

## Carreira
Said Al-Ruzaiqi representou a Seleção Omani de Futebol na Copa da Ásia de 2015.